# After Effect
After Effect ist ein deutscher Avantgardefilm von Stephan Geene aus dem Jahr 2007.

## Handlung
Die Berliner Werbeagentur CC von Inhaber Carl Celler hat sich auf Logos und Werbebotschaften mit Tieren spezialisiert. Für eine Werbestrategie eines Versicherungskonzerns wird die Fotografin Rena Yazka aus Barcelona engagiert.
Rena weiß, was sie will und passt somit überhaupt nicht in die Welt der nichtssagenden, sich viel zu wichtig nehmenden und sich selbst feiernden Werbewelt. Kai, der Bruder des Angestellten Karsten Starel, wird als Modell von der Straße für Werbeaufnahmen verpflichtet. Auch er weiß mit der Werbebranche und ihren verwirrten Ideen von Werbung mit Menschen als Tieren nichts anzufangen. Rena und Kai kommen sich näher und beginnen eine Affäre. Ansonsten werden die Tage in der Agentur von verklärt herumsitzenden Werbefachleuten dominiert. Es wird viel geredet, ohne jedoch Substantielles zu bewegen.
Als Rena ankündigt, ihren Auftrag erledigt zu haben und Berlin den Rücken zu kehren, lässt sich Kai zu einer verrückten Tat hinreißen. Er begleitet den homosexuellen Werbeberater Flor Walter nach Hause, schließt ihn ins Schlafzimmer ein und entwendet sein Auto. Nachdem er Rena in der Agentur antrifft, ist die Polizei bereits eingetroffen.

## Kritik
„"After Effect" ist ein partout merkwürdiger und sehr schöner Film geworden. Ein Film, der verzaubert, irritiert und amüsiert, ein Film, dessen Plot-Inhaltsangabe nichts über ihn sagt, weil es ihm nicht um eine Story geht, sondern um die atmosphärisch dichte Insbildsetzung der vertrackten Arbeits- und Privatlebenszusammenhänge der Leute von heute. Ob man Kunst oder Kommerz, Ad-Busting oder Brand-Development, Profit oder Nonprofit, hinne oder Pause, Sex oder keinen Sex macht – es scheint egal in dieser so wie in Watte schwebend inszenierten Versuchsanordnung.“

„Experimenteller Spielfilm, dessen puzzleartig angelegte Struktur nicht das unausgereifte Drehbuch auszugleichen vermag. Keine ironische Entlarvung einer Trend-Szene, sondern lediglich eine eitle Selbstbespiegelung, die weder eine Geschichte erzählt noch die Charaktere auslotet.“

„Der Film handelt von langweiligen, blasierten und humorlosen Werbefachleuten, und die ganze Zeit ist Timoteo aufregend, natürlich, witzig. Wie macht sie das? In der Rolle der Fotografin Rena Yazka strahlt sie Energie aus, wie eine Katze vor dem Sprung. Ihr spöttischer Blick suggeriert, dass sie irgendetwas ausheckt. Was immer es sein mag, es steht nicht im Drehbuch. Sie kann den Film nicht retten, aber sie erreicht, dass man dessen Schwächen vergisst. Was veranlasst eine Schauspielerin, die mit Dominik Graf und Matthias Glasner gearbeitet hat, in dieser Produktion mitzuwirken? Vielleicht hat ihre Entscheidung mit der Persönlichkeit von Stephan Geene zu tun, einem Mitbegründer des Kreuzberger b_books-Ladens. Der Mann kennt sich aus mit politischer Theorie und Reflexionen über Kunst; bestimmt kann er auch anregend über Filme sprechen. Nur machen kann er keine.“